# Cubilia cubili
Cubilia cubili là một loài thực vật có hoa trong họ Bồ hòn. Loài này được (Blanco) Adelb. mô tả khoa học đầu tiên năm 1948.